# Sant Ramon del Portet
Sant Ramon és una capella al raval del Portet al terme municipal de Vallcebre. Està situada a una alçada de 1.256 msnm,  Forma part de l'Inventari del Patrimoni Arquitectònic de Catalunya.
Església d'una nau, coberta amb volta de canó, i de presbiteri quadrat. La porta s'obre al mur de ponent amb un arc de mig punt adovellat i per sobre hi ha un petit òcul circular que il·lumina la nau. El campanar, de planta quadrada, s'alça prop de la porta al mur de migdia i té quatre arcs de mig punt a la part superior que acullen la campana. L'aparell és molt simple: maçoneria sense arrebossar.
L'església de Sant Ramon del Portet és una capella construïda al segle XVIII, que depenia de la parròquia de Santa Maria de Vallcebre. Fou construïda per atendre les necessitats religioses del veïnat del Portet, un dels més allunyats de la parroquial de Vallcebre, en un segle de fort creixement demogràfic.